# رضا ملک
غلامرضا مکعیان مشهور به رضا ملک یا رضا ملکیان، معاون تحقیق و بررسی وزارت اطلاعات جمهوری اسلامی ایران در دوران علی فلاحیان بوده است. او در پی ماجرای قتل‌های زنجیره‌ای، اقدام به افشای برخی مستندات نمود و در پی آن دستگیر گردید. پخش فیلم بازجویی از همسر سعید امامی بخشی از این افشاگری بوده است.
وی در ۹ مرداد ۱۳۹۸ با پایان دوران محکومیت خود از زندان اوین آزاد شد.

## دستگیری و شکنجه
رضا ملک به اتهام افشای اطلاعات، اهانت به رهبر و نشر اکاذیب در سال ۱۳۸۰ توسط دادسرای نظامی به چهار سال حبس تعزیری محکوم شد. تاریخ بازداشت او طبق سندهای رسمی موجود در زندان اوین نیز ۱۷ تیر سال ۸۰ ذکر شده است و پایان محکومیت وی نیز تاریخ ۲۶ خردادماه سال ۸۴ اعلام شده بود اما پس از آن مأموران اطلاعات با تشکیل پرونده‌های جدید حکم‌های جدید علیه وی صادر کرده و مانع آزادی وی شدند.
برخی منابع از طلاق اجباری همسر ملک توسط بازجو و ازدواج با بازجو برای شکنجهٔ او سخن گفته‌اند.

## انتشار فیلم
محمد نوری‌زاد، در وبگاه خود ماجرای انتشار فیلم رضا ملک خطاب به بان کی مون را شرح می‌دهد:
بعد از شش سال انفرادی، و تحت فشار مجامع بین‌المللی رضا ملک را به بند عمومی منتقل می‌کنند. دو سال بعد، یعنی در سال ۸۸، رضا ملک با زیرکی از داخل زندان فاجعه‌های جاری کشور را و به‌ویژه فاجعه‌های جاری زندان اوین را رو به دوربین می‌گوید و فیلم آن را بیرون می‌فرستد.

در این فیلم، او با شخصیت‌های حقوق بشری و بین‌المللی صحبت می‌کند و اسراری چون: شکنجهٔ خود، شکنجه گاه‌های ۲۰۹، شهادت در مورد قتل زهرا کاظمی، بازداشتگاه‌های مخفی، قتل‌عام‌های دههٔ شصت، تجویز داروهای روان گردان برای زندانیان عقیدتی، بررسی اسناد ساواک ، انتخاب آقای خامنه‌ای به رهبری، نقش دستگاه‌های امنیتی در سیاست خارجی رژیم ایران، نقش دستگاه‌های امنیتی در توسعهٔ تروریسم بین‌الملل و موارد دیگری را بر ملا می‌کند. قاضی مقیسه به جرم انتشار همان فیلم و با دلایلی چون: تبلیغ علیه نظام و نشر اکاذیب، پنجاه ضربه شلاق برای وی تجویز می‌کند.

## آزادی از زندان
سرانجام، رضا ملک پس از ۱۳ سال و ۲ روز زندان، درحالی‌که دو سال پیشتر محکومیت خود را به پایان رسانده بود در فرودین ۱۳۹۳ از زندان آزاد شد.

## دستگیری مجدد
به گزارش خبرگزاری هرانا، رضا ملک شنبه ۳۰ اردیبهشت ۱۳۹۶، با عزیمت مأموران پلیس امنیت به منزل مادری اش بازداشت شد و پس از تفتیش منزل و ضبط لوازم شخصی اش به زندان اوین منتقل شد. منابع نزدیک به ملک به گزارشگر هرانا گفتند، این بازداشت با دستور بازپرس نصیرپور به اتهام توهین به رهبری و تشویش اذهان عمومی صورت گرفته و نامبرده پس از بازداشت به زندان اوین منتقل شده است.